# Barbara Bansi
Barbara Bansi (Fläsch, 26 oktober 1777 - Parijs, 27 mei 1863) was een Zwitserse kunstschilderes en lerares.

## Biografie
Barbara Bansi was een dochter van Heinrich Bansi. Als kind was ze vanaf 1783 een leerlinge van Johann Caspar Schweizer. Vanaf 1786 woonde ze in Parijs, waar ze leerlinge was van de kunstschilders François Gérard en Joseph-Benoît Suvée. Van 1802 tot 1814 woonde ze vervolgens in Italië, waar ze in 1808 huwde met Lorenzo Nannoni, een Florentijnse chirurg die reeds in 1812 zou overlijden. In deze periode was ze tevens een gezellin van Maria Laetitia Ramolino, de moeder van Napoleon Bonaparte. Later keerde ze terug naar Parijs, waar ze vanaf 1815 les zou geven aan het koninklijk meisjesinternaat van Saint-Denis en gaf daarna vanaf 1823 schilderlessen aan de school van het klooster van Sainte-Clotilde. Ze stond vooral bekend als karikaturiste en portretschilderes.
- Gemeinsame Normdatei: 129785059
- Historisch woordenboek van Zwitserland: 042393
- International Standard Name Identifier: 0000 0000 6684 5832
- RKD-Nederlands Instituut voor Kunstgeschiedenis: 483753
- SIKART: 4028168
- Union List of Artist Names: 500050067
- Virtual International Authority File: 77403419
- WorldCat: E39PBJkmYyHFCc68WH8MDFQpfq